# Dokachin
Dokachin (ドカチン Dokachin?) es una serie de anime creada por el estudio Tatsunoko Production. El programa se emitió en Fuji TV desde el 2 de octubre de 1968 hasta el 26 de marzo de 1969, y fue creado por Tatsuo Yoshida, quien había producido muchas de las series de Tatsunoko.
Este anime humorístico se aparta de las reglas convencionales al presentar de manera cómica la interacción entre los humanos modernos y Dokachin, un niño primitivo que usa un hacha de piedra.

## Argumento
Un niño prehistórico, junto con su familia y un trozo de tierra antigua, fueron transportados al presente debido a una gran explosión ocurrida durante los experimentos de distorsión del tiempo realizados por un peculiar científico. De repente, la apacible vida de la era prehistórica se vio perturbada por su inesperada llegada a un mundo moderno y completamente desconocido.
El niño, lleno de curiosidad y asombro ante las brillantes luces y las extrañas estructuras que lo rodeaban, se aferraba a su familia en medio del desconcierto. La tierra que los acompañaba, cubierta de helechos y rocas antiguas, contrastaba drásticamente con el entorno urbano y tecnológico que ahora los rodeaba.
Mientras tanto, el científico responsable, abrumado por las consecuencias imprevistas de su experimento, se esfuerza por entender cómo se ha producido este problema. Por otro lado, el niño prehistórico y su familia, a pesar del temor inicial, comenzaron lentamente a adaptarse a este nuevo mundo, descubriendo maravillas y desafíos que nunca habían imaginado en su propia época.

## Personajes
Los personajes que aparecen en esta obra se pueden dividir, a grandes rasgos, en dos grupos: la "Familia Dokachin" y la "Gente Moderna".

### Familia Dokachin
- Dokachin (ドカチン?)

El protagonista principal de esta historia. Es un niño de la prehistoria, transportado miles de años hacia el presente por la "Máquina de Zona Horaria". Siempre porta un hacha de piedra y posee una fuerza y velocidad impresionantes. Además, tiene una gran predilección por comer zanahorias. Debido a que en su época no conocían el fuego, tanto él como su familia son muy sensibles a la luz intensa y al calor.
- Tototo (トトト?)

Padre de Dokachin. Es el miembro más grande de la familia.
- Kakaka (カカカ?)

Madre de Dokachin.
- Bababa (バババ?)

Abuela de Dokachin y anciana de la familia. Parece llevar gafas por alguna razón.
- Peke (ペケ?)

Hermana de Dokachin. Lleva un lazo en la parte superior de la cabeza.
- Paku (パク?)

Hermano menor de Dokachin y Peke. Es el miembro más joven de la familia.
- Oyaji (オヤジ?)

Un dinosaurio que vive con la familia de la prehistoria.
- Segare (セガレ?)

Un dinosaurio bebé.

### Gente Moderna
- Dr. Notenpunku (ノーテンパンク博士?)

Un científico contemporáneo, siempre absorto en investigaciones de naturaleza extraña, es el responsable de haber traído a la familia Dokachin al presente mediante la invención de la "Máquina de Zona Horaria".
- Keiko (ケイ子?)

Una niña adinerada que reside cerca del laboratorio del Dr. Notenpunku, y demuestra un inexplicable interés por la familia Dokachin. Suele usar un vestido y lleva el cabello recogido en una coleta. Posee una valentía que la hace indiferente ante cualquier contratiempo o sufrimiento que pueda enfrentar.
- Kizao (キザオ?)

Un joven rico que vive cerca del laboratorio, al igual que Keiko. Lleva gafas y tiene la cabeza rapada. Desprecia a la familia prehistórica llamándolos "bárbaros" y constantemente compite con Dokachin.

## Producción
La serie fue dirigida por Seitarō Hara, bajo la supervisión del director principal Hiroshi Sasagawa. La producción estuvo a cargo de Tatsuo Yoshida, quien jugó un papel crucial en llevar el proyecto a buen término. 
El programa, presentado en formato monocromático, consistía en episodios de media hora de duración. El guion fue escrito por Jinzō Toriumi, cuyo talento para la narrativa ayudó a dar vida a la historia. La banda sonora, compuesta por Shunsuke Kikuchi, añadió una dimensión musical que complementó a la perfección las escenas, enriqueciendo así la experiencia.

## Actuación de voz
- Dokachin, Kakaka, Kizao - Maiko Nakamura
- Tototo - Takuzo Kamiyama
- Keiko - Yoshiko Matsuo
- Bababa - Miyoko Aso
- Peke - Fumei
- Paku - Midori Kato
- Dr. Notenpunku - Norio Hanami

## Personal
- Obra original, planificación, producción y producción ejecutiva: Tatsuo Yoshida
- Guion: Jinzō Toriumi, Haruya Yamazaki
- Director general: Hiroshi Sasagawa
- Dirección: Hiroshi Sasagawa, Seitaro Hara
- Animación: Tsuneo Niihara, Yusaku Sakamoto, Masami Suda, Takashi Nishijo, Toji Mizumura
- Música: Seiichirō Uno
- Producción: Tatsuo Yoshida y Tatsunoko Production

## Banda sonora
OpeningDokachin Dance (ドカチン・ダンス?)
Letra: Jinzō Toriumi, Akira Itō - Composición: Seiichirō Uno - Interpretación: Meiko Nakamura
Se utilizan imágenes live action para las escenas de apertura e interludio en el "área del laboratorio".
EndingOmochoroi! Dokachin! (オモッチョロイ!ドカチン!?)
Letra: Akira Itō / Composición: Seiichirō Uno / Interpretación: Meiko Nakamura
Al final, el Dr. Notenpunk dice: "¡Hey, hey todos, asegúrense de ver Dokachin la próxima semana, es muy divertida, muy divertida!".

## Recepción
Según los datos obtenidos por Tatsunoko Production, el rating promedio de esta serie animada durante su período de transmisión fue del 15.7%.
Entre las producciones de Tatsunoko que suelen adaptarse al formato de video y retransmitirse, esta obra ha recibido escasa exposición mediática. El 19 de mayo de 2008, conmemorando el 40 aniversario desde el inicio de la serie original, en la segunda temporada de "Yatterman" (producida por Tatsunoko y transmitida por Yomiuri TV en la red de Nippon TV), durante el episodio titulado "¡Aparece Pelican Yatterman!", se presenta un joven prehistórico inspirado en Dokachin.

## Manga
Una versión en manga fue serializada en "Weekly Shonen Sunday" (Shogakukan) desde el número 29 de 1968 hasta el número 11 de 1969, bajo el nombre del autor original: Tatsuo Yoshida, manga: Rentaro Itai. Consta de dos volúmenes publicados posteriormente por Akebono Publishing.